# Шихан
Шихан (јап. 師範) је јапански израз, који се користи као почасна титула у јапанским борилачким вештинама за експертске и сениорске инструкторе. 
Многе организације борилачких вештина имају различите норме за коришћење ове титуле, али углавном то је висока титула која захтева много година да се достигне. Некад се везује за одређена права, као нпр. право доделе црних појасева у име организације. Али обично титула није повезана са системом рангирања црних појасева.
Док западњаци желе да прецизно знају шта преводи особу у шихана, процес постајања шихана може бити прилично нејасан у Јапану. Нпр., у Буђинкану се каже да се шихан постаје кад други шихан почне да те зове тако.
Употреба израза је сасвим зависна од стила и организације. У Јапану, у џудоу и аикидо организацији Аикикаи, јапански инструктор аутоматски постаје шихан на 6. дану. Такође може се рећи да промоција у 6. дан долази кад неко постане спреман да буде шихан. У другим организацијама, као што је Шодокан аикидо, титула је организацијска и мање повезана са нивоом. Као што црни појас у једном стилу може бити у рангу са зеленим у другом, тако је и израз Шихан субјективан и може се користити без икаквих услова. И само у конкретној организацији има стварно и конкретно значење.